# مونموث (دائرة انتخابية في المملكة المتحدة)
مونموث  (بالإنجليزية: Monmouth)‏ هي إحدى الدوائر الانتخابية في المملكة المتحدة الممثلة في مجلس العموم في برلمان المملكة المتحدة.
عضو البرلمان الذي يمثلها حالياً هو :David T. C. Davies (Con).